# Saint-Nom-la-Bretèche (tổng)
Tổng Saint-Nom-la-Bretèche là một tổng của Pháp, tọa lạc tại tỉnh Yvelines trong vùng Île-de-France của Pháp.

## Phân chia hành chính
Tổng Saint-Nom-la-Bretèche bao gồm 8 xã de: 
- Bailly: 4 094 dân,
- Chavenay: 1 752 dân,
- Feucherolles: 2 806 dân,
- L'Étang-la-Ville: 4 496 dân,
- Noisy-le-Roi: 7 718 dân,
- Rennemoulin: 128 dân,
- Saint-Nom-la-Bretèche: 4 966 dân (thủ phủ của tổng),
- Villepreux: 9 601 dân,